# Kanton Ambert
Ambert is een kanton van het Franse departement Puy-de-Dôme. Het kanton maakt deel uit van het arrondissement Ambert.

## Gemeenten
Het kanton Ambert omvatte tot 2014 de volgende gemeenten:
- Ambert (hoofdplaats)
- Champétières
- La Forie
- Job
- Marsac-en-Livradois
- Saint-Ferréol-des-Côtes
- Saint-Martin-des-Olmes
- Thiolières
- Valcivières

Bij de herindeling van de kantons door het decreet van 21 februari 2014, met uitwerking op 22 maart 2015, werd het kanon uitgebreid met volgende 21 gemeenten :
- Arlanc
- Baffie
- Beurières
- La Chaulme
- Chaumont-le-Bourg
- Doranges
- Dore-l'Église
- Églisolles
- Grandrif
- Mayres
- Medeyrolles
- Novacelles
- Saillant
- Saint-Anthème
- Saint-Alyre-d'Arlanc
- Saint-Clément-de-Valorgue
- Saint-Just
- Saint-Romain
- Sauvessanges
- Saint-Sauveur-la-Sagne
- Viverols